# جوردن كانو
جوردن كانو (بالإنجليزية: Jordan Cano)‏ (3 فبراير 1996 في الولايات المتحدة - ) هو لاعب كرة قدم أمريكي في مركز الدفاع. لعب مع نادي دالاس.

## وصلات خارجية
- جوردن كانو على موقع الدوري الأمريكي (الإنجليزية)
- جوردن كانو على موقع قاعدة بيانات كرة القدم.إي يو (الإنجليزية)